# Ornebius howensis
Ornebius howensis är en insektsart som beskrevs av Lucien Chopard 1951. Ornebius howensis ingår i släktet Ornebius och familjen Mogoplistidae. Inga underarter finns listade i Catalogue of Life.